# Hailes Castle
Hailes Castle är ett slott i Storbritannien.   Det ligger i grevskapet Gloucestershire och riksdelen England, i den södra delen av landet, 130 km väster om huvudstaden London. Hailes Castle ligger 104 meter över havet.
Terrängen runt Hailes Castle är platt österut, men västerut är den kuperad. Runt Hailes Castle är det ganska tätbefolkat, med 72 invånare per kvadratkilometer. Närmaste större samhälle är Cheltenham, 13,0 km sydväst om Hailes Castle. Trakten runt Hailes Castle består till största delen av jordbruksmark.